# Пуерто-Буш
Пуерто-Буш (ісп. Puerto Busch) — містечко в Болівії на березі річки Парагвай, назване на ім'я генерала Германа Буша, одного з командувачів болівійської армії протягом Чакської війни та пізніше президента Болівії. Неселення міста незначне, переважно складається з солдатів болівійської армії.
| Болівія | Це незавершена стаття з географії Болівії. Ви можете допомогти проєкту, виправивши або дописавши її. |